# Атарфе
Атарфе (ісп. Atarfe) — муніципалітет в Іспанії, у складі автономної спільноти Андалусія, у провінції Гранада. Населення — 15 945 осіб (2010).
Муніципалітет розташований на відстані близько 360 км на південь від Мадрида, 9 км на північний захід від Гранади.
На території муніципалітету розташовані такі населені пункти: (дані про населення за 2010 рік)
- Атарфе: 15244 особи
- Капарасена: 425 осіб
- Сьєрра-Ельвіра: 276 осіб

## Демографія
Динаміка населення (INE ):

## Галерея зображень

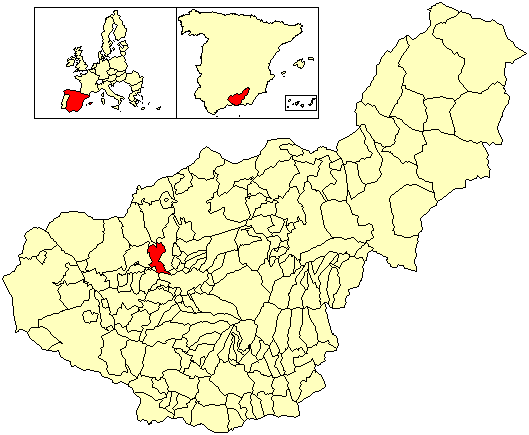
Розташування муніципалітету Атарфе у провінції Гранада
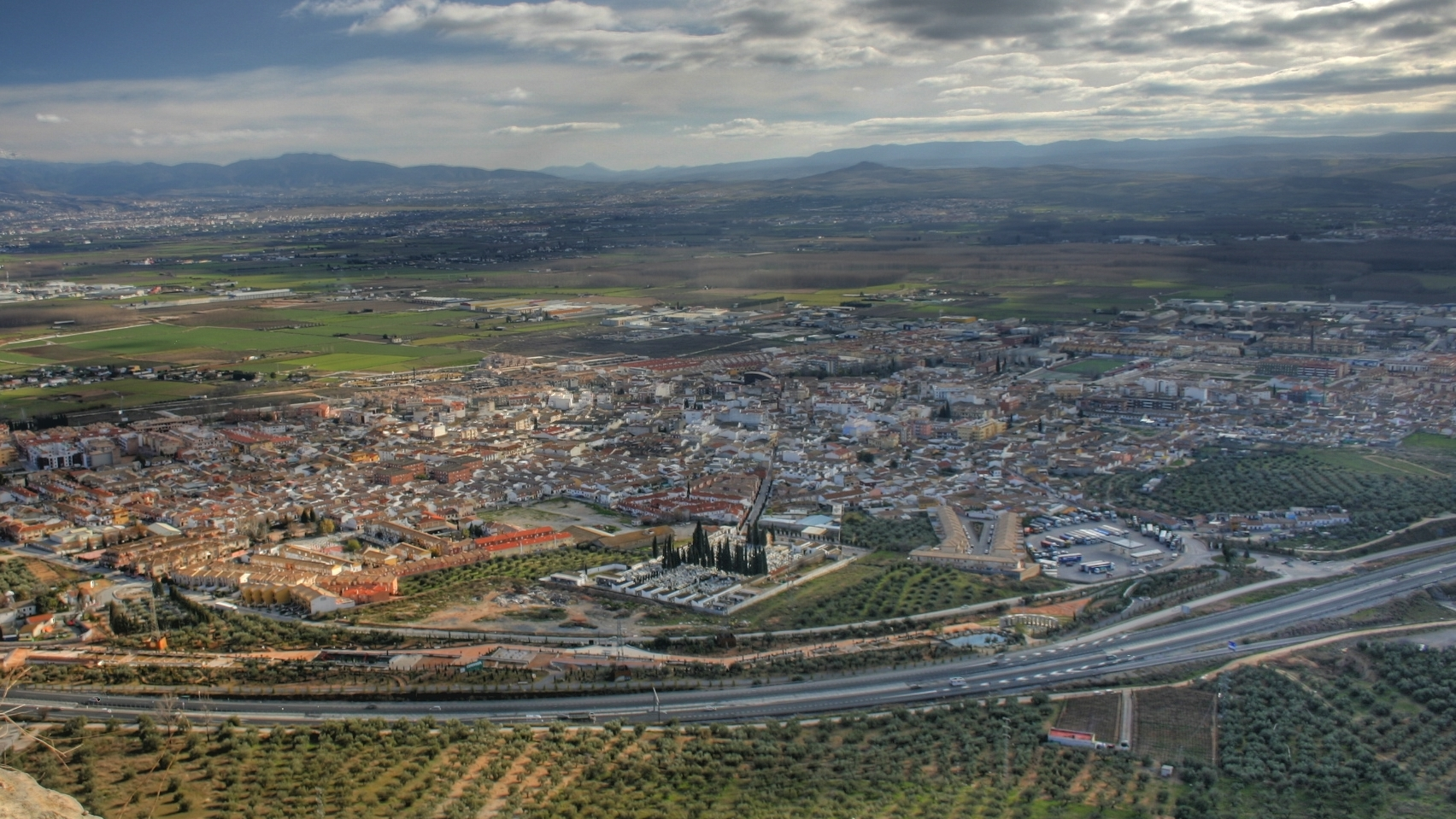
Атарфе (2010)